# 布法罗 (明尼苏达州)
布法罗（英語：Buffalo）是一個位於美國明尼蘇達州賴特縣的都市。根據2010年美國人口普查，該地共人口15453人，而該地的面積約為24.97平方千米。同時該地也是賴特縣的縣治。

## 地理
布法罗的座標為45°10′19″N 93°52′29″W / 45.17194°N 93.87472°W，而該地的平均海拔高度為283米（即928英尺）。